# 克朗代克 (喬治亞州迪卡爾布縣)
克朗代克（英語：Klondike）是位於美國喬治亞州迪卡爾布縣的一個非建制地區。該地的面積和人口皆未知。

## 地理
克朗代克的座標為33°38′44″N 84°07′36″W / 33.64556°N 84.12667°W，而該地的平均海拔高度為236米（即774英尺）。